# Haflong
Haflong est une ville indienne située dans le district de Dima Hasao dans l’État de l'Assam. En 2011, sa population était de 43 756 habitants.

## Personnalités
- Madhulika Liddle (1973-), écrivaine indienne, est née à Haflong.

## Source de la traduction
- (en) Cet article est partiellement ou en totalité issu de l’article de Wikipédia en anglais intitulé « Haflong » (voir la liste des auteurs).